# باولا (سيرة ذاتية)
باولا (بالإسبانية: Paula)‏، (بالإنجليزية: Paula)‏ هي سيرة ذاتية للروائية التشيلية إيزابيل الليندي، تحكي فيها عن ابنتها التي توفيت بعد صراع مع المرض.

## نبذة قصيرة
رغم أن الكتاب يعتبر سيرة ذاتية عن ابنتها الراحلة إلا أن الكاتبة تعرضت للكثير من الاحداث حول حياتها وبلدها تشيلي والتغيرات الاجتماعية والسياسية في تشيلي خلال فترة السبعينيات.

## وصلات خارجية
- باولا على موقع الموسوعة البريطانية (الإنجليزية)